# Alfhild von Bahr
Alfhild von Bahr, född Bergman 2 juli 1847 på Årdala prästgård, Årdala socken, död 14 december 1939 i Rönninge, var en svensk författare. Hon skrev verket Den gamla prästgårdens fuga som gavs ut 1935 på Lindblads förlag. Verket är en memoar, som hyllades av bland annat Quelqu'une (Märta Lindqvist) i Svenska Dagbladet. von Bahr var även engagerad i samhälleliga frågor, och anordnade bland annat seminarier och föreläsningar om osedlighet med Amanda Kerfstedt och Gertrud af Klintberg med flera. Hon korresponderade även med personligheter som Mathilda Dalhoff-Nielsen och Emilia Fogelklou.
von Bahr var dotter till Axel Teodor Bergman (1804–1883), prost i Dunkers och Lilla Malma församling, och hans fru Matilda Helena (1814–1869), född Scholander. Hon gifte sig 19 april 1885 i Dunkers kyrka med försäkringsdirektör Otto von Bahr (död i en olycka 1914).